# Knotskroesmos
Knotskroesmos (Ulota bruchii) is een soort uit het geslacht kroesmos (Ulota). Het is een pionier op bomen. Het komt voor op boomschors. 

## Kenmerken
Knotskroesmos kan worden verward met gekrulde vormen van topkapselmossen uit de gaffeltandmosfamilie en kleimosfamilie, maar is gemakkelijk te herkennen met een vergrootglas vanwege een transparante, omzoomde bladbasis. Ook de behaarde, klokvormige calyptra zijn zeer kenmerkend voor deze mossoort. Het groeit in kleine bosjes, meestal niet groter dan 2 cm. De seta is erg kort, niet langer dan 0,5 cm. Als het droog is, lijkt dit meestal in de lengterichting gegroefd.

## Vergelijkbare soorten
Het verschilt van het zeer vergelijkbare trompetkroesmos (Ulota crispa) door zijn donkergroene kleur, de sporenkapsels die geleidelijk samentrekken in de richting van de mond en spoelvormig zijn wanneer ze worden geleegd, en de bladeren zijn erg gekruld als ze droog zijn.

## Ecologie
Knotskroesmos groeit vooral in bossen met een luchtvochtige atmosfeer, soms ook op vrijstaande bomen. Het is een pioniersoort van bomen met een vrij zure schors op meestal halfbeschaduwde standplaatsen. Het groeit het liefst op hardhouten schors in de buurt van water. Het komt echter zelden voor op vochtige grond. Omdat het gevoelig is voor luchtverontreiniging, is de bevolking de afgelopen jaren sterk afgenomen. Daarom ontbreekt het vooral in de buurt van steden. 

## Verspreiding
Knotskroesmos is een Europese soort en komt daar ook op grotere hoogte voor.
In Nederland komt het algemeen voor.

## Foto's

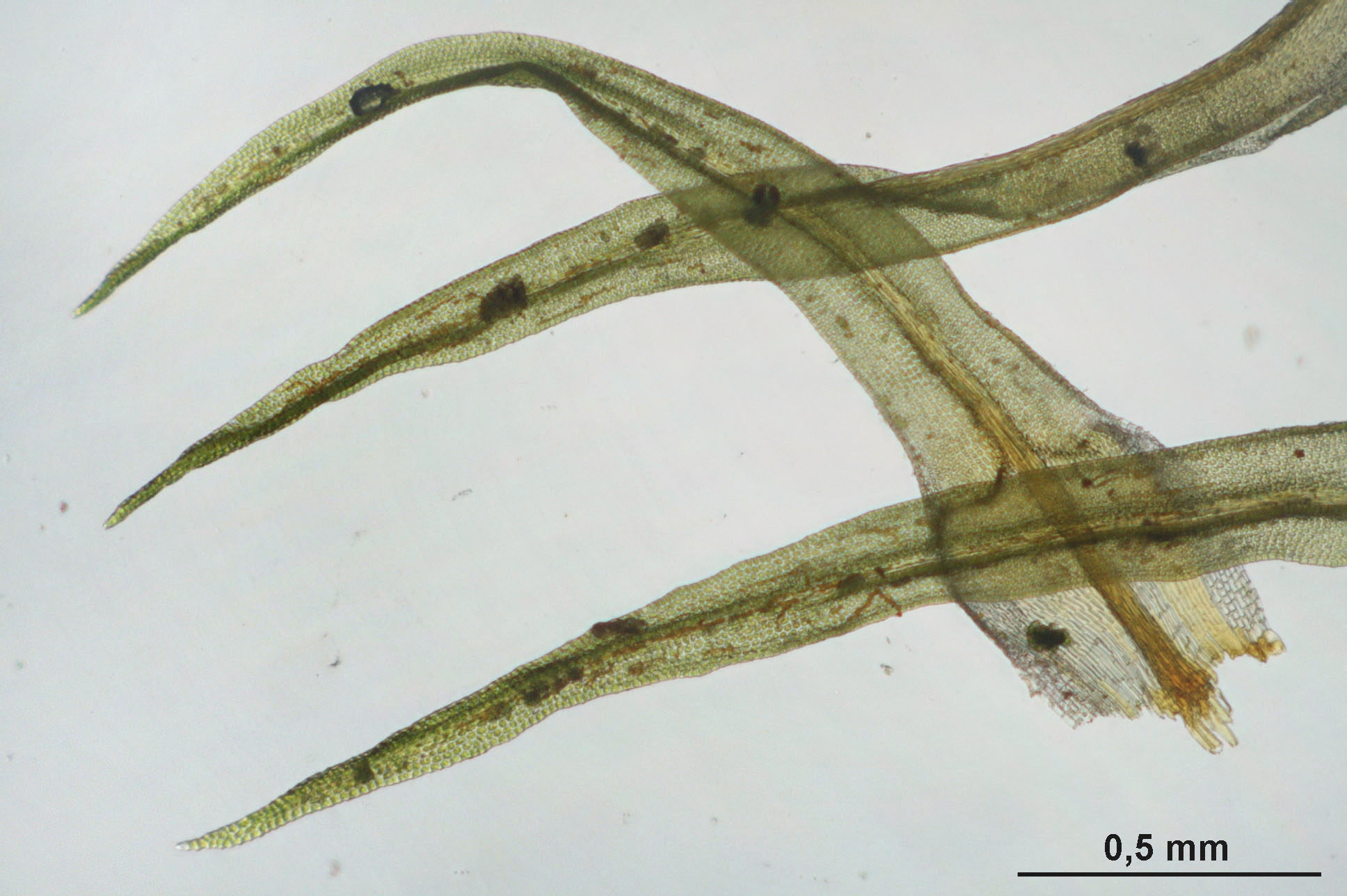
Bladeren
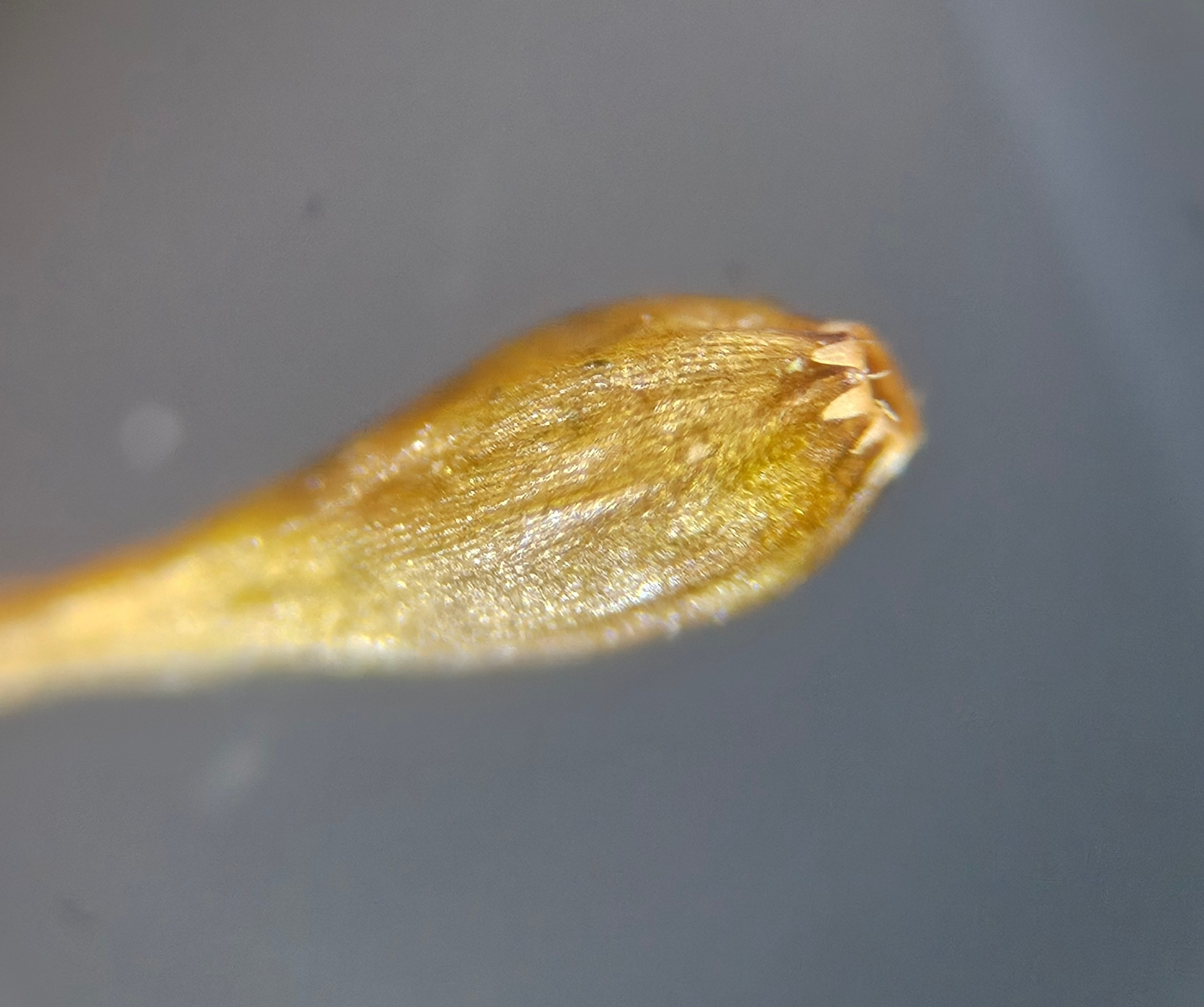
Sporenkapsel met peristoom tanden
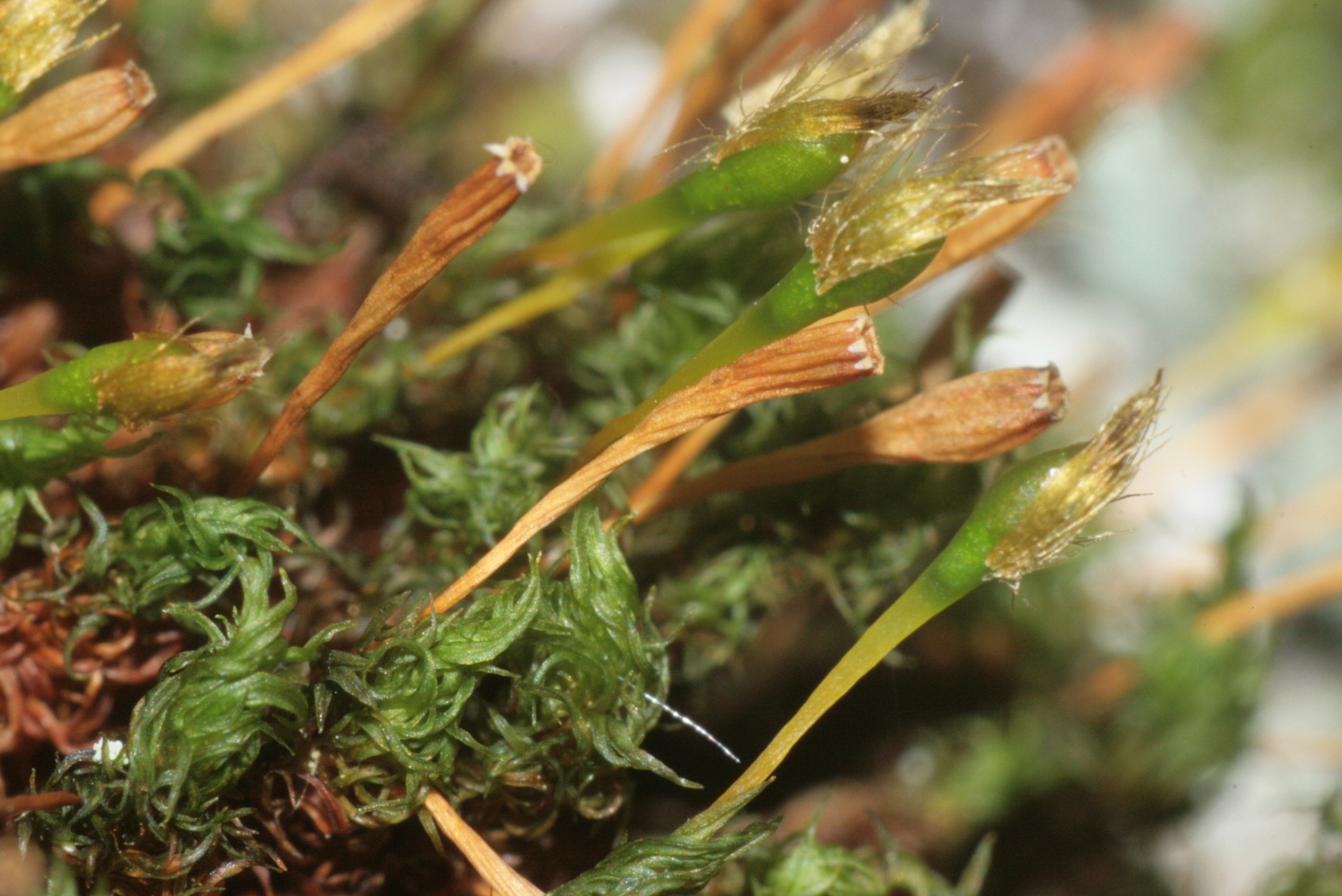
Sporenkapsels met gegroefde seta's
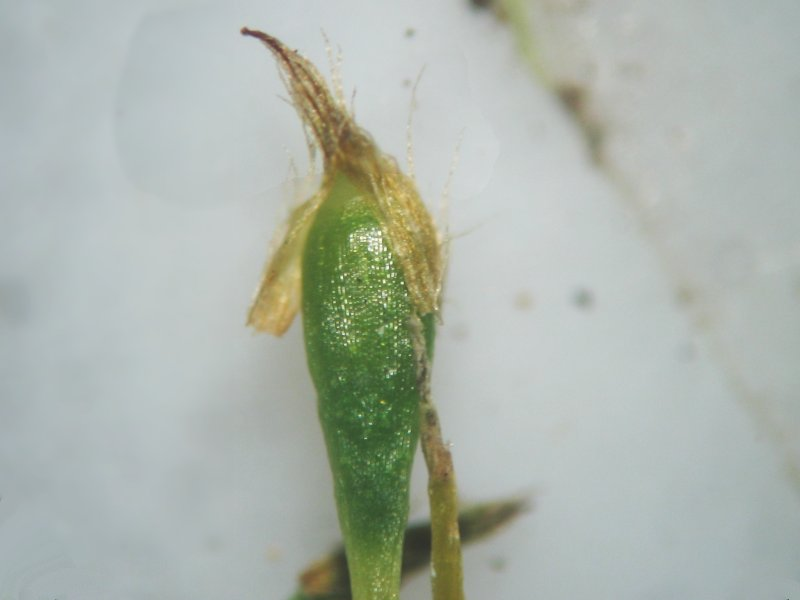
Goudgele harige calyptra (huikje) van een sporenkapsel van knotskroesmos
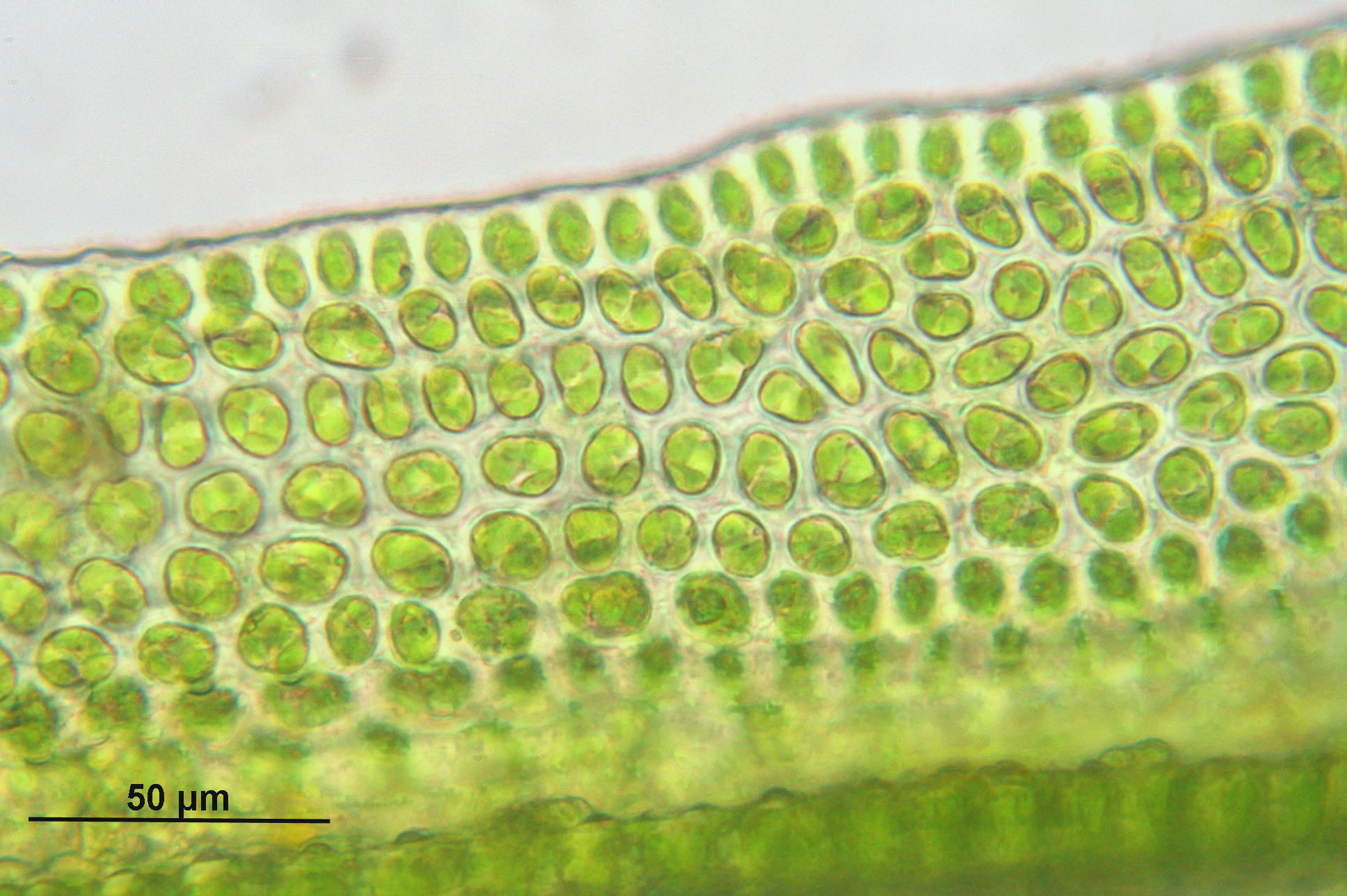
Bladcellen